# Argo Records (britisches Musiklabel)
Argo Records ist ein Plattenlabel, das 1951 von Harley Usill (1925–1991) und dem Musikwissenschaftler Cyril Clarke mit £500 Kapital gegründet wurde. Zunächst sollte dort „Britische Musik, von britischen Künstlern interpretiert“ veröffentlicht werden, doch schon früh wurde auf dem zunächst unabhängigen Label auch Gamelanmusik und bald auch eine breite Varietät unterschiedlichster Tonträger bis hin zum Jazz ins Angebot aufgenommen.
Aufgrund von Zahlungsschwierigkeiten wurde das Label 1957 von Decca Records übernommen, behielt aber zunächst künstlerische Unabhängigkeit. Dort erschienen weiterhin relevante Neuproduktionen, etwa 1961 Noye's Fludde von Benjamin Britten, Platten der Jazzmusiker Alan Cohen und Michael Garrick, aber auch Folksongs von Ewan MacColl und Peggy Seeger. 1979 kam das Label zu PolyGram, blieb aber bis 1988 weiterhin künstlerisch selbständig. Seit 1990 fungiert es als Sublabel von Decca im Klassikbereich; dort werden auch Aufnahmen von Michael Nyman veröffentlicht.